# Луцій Фульвій Курв
Луцій Фульвій Курв (лат. Lucius Fulvius Curvus; ? — після 316 до н. е.) — політичний, державний та військовий діяч часів Римської республіки, консул 322 року до н. е.

## Життєпис
Походив з роду нобілів Фульвіїв. Син Луція Фульвія Курва.
У 357 році до н. е. був військовим трибуном, де звитяжив під час Першої війни проти міста-держави Прівернум. У 322 році до н. е. його обрано консулом разом з Квінтом Фабієм Максимом Рулліаном. Цього року тривала Друга Самнітська війна. За успішні дії проти ворогів разом із колегою отримав від сенату право на тріумф.
У 316 році до н. е. його призначив своїм заступником — начальником кінноти диктатор Луцій Емілій Мамерцін Прівернат. Діяв біля міста Сатікули, де завдав поразки самнітам. Про подальшу долю нічого невідомо.